# 勒法夫里勒 (厄尔省)
勒法夫里勒（法語：Le Favril，法語發音：[lə favʁil]）是法国厄尔省的一个市镇，属于贝尔奈区。

## 地理
勒法夫里勒（49°10'58"N, 0°31'53"E）面积4.03 平方千米，位于法国诺曼底大区厄尔省，该省份为法国北部内陆省份，北起滨海塞纳省，西接奧恩省和卡爾瓦多斯省，南至厄尔-卢瓦省，东临瓦兹省、瓦兹河谷省和伊夫林省。
与勒法夫里勒接壤的市镇（或旧市镇、城区）包括：巴佐克、略万地区埃普勒维尔、福勒维尔、日韦维尔、略万地区厄德勒维尔、圣欧班德塞隆。

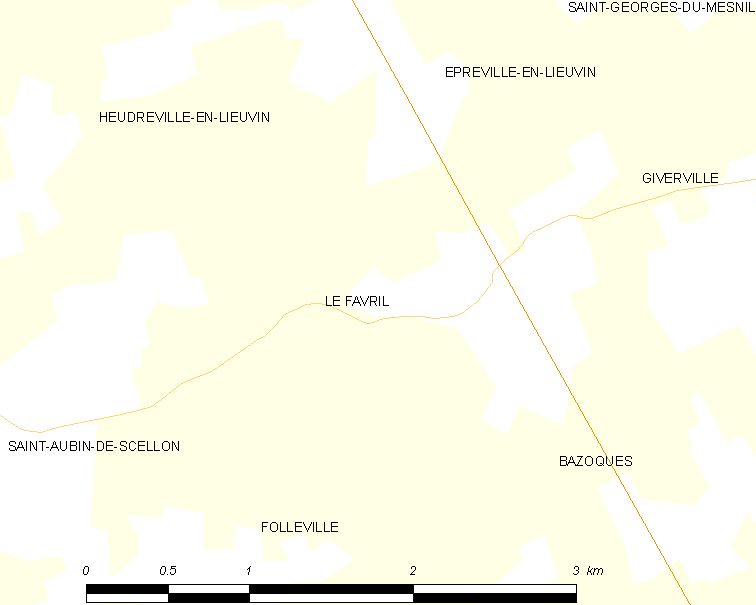
的OSM定位图

勒法夫里勒的时区为UTC+01:00、UTC+02:00（夏令时）。

## 行政
勒法夫里勒的邮政编码为27230，INSEE市镇编码为27237。

## 政治
勒法夫里勒所属的省级选区为伯兹维尔县。

## 人口

1962-2008年间人口变化图示

勒法夫里勒于2022年1月1日时的人口数量为183人。